# Vepřoknedlozelo (planetka)
(350509) Vepřoknedlozelo je asteroid vnitřního hlavního pásu planetek obíhající Slunce mezi drahami Marsu a Jupiteru, který byl objeven českým astronomem Milošem Tichým 14. ledna 2000 na hvězdárně Kleť. Centrem pro sledování planetek byl předběžně označen jako 2000 AH204. Byl to 999. asteroid objevený na kleťské observatoři, který získal číselné označení Mezinárodní astronomické unie. Stalo se tak po přesném vypočtení dráhy asteroidu 27. ledna 2013, kdy byl označen definitivním číslem (350509).  Pojmenování podle tradičního českého jídla vepřo knedlo zelo bylo navrženo jeho objevitelem a poprvé publikováno v Minor Planet Circulars 22. července 2013. Kromě oběžné dráhy a přibližné absolutní magnitudy 17,36 mag není zatím známé spektrum planetky a tedy ani její fyzické vlastnosti. Podle databáze LCDB (Asteroid Lightcurve Database) je planetka součástí široké skupiny označované jako 9104 MB-inner, pohybující se na vnitřní straně hlavního pásu, s asteroidy spektrálního typu S s průměrným albedem 0,2.

## Oběžná dráha
Planetka (350509) Vepřoknedlozelo oběhne Slunce ve vzdálenosti od 1,9109 do 2,5246 au jednou za 1 206,36 dní (více než 3,3 roky). Její eliptická oběžná dráha s velkou poloosou 2,2177 au má excentricitu přibližně 0,1383 a inklinaci 6,2860° vůči ekliptice se středním denním pohybem o 0,2984°.

## Pozorování asteroidu
K prvnímu zaznamenanému pozorováním asteroidu došlo již 31. prosince 1999 v rámci projektu Spacewatch na observatoři arizonské univerzity na vrcholu Kitt Peak u Tucsonu v Arizoně, odkud byl pozorovaný ještě 8. a 13. ledna 2000. Od té doby byla planetka zaměřená více než 300 krát ze 13 pozic.